# アグネス (映画)
『アグネス』（原題：Agnes of God ）は、1985年制作のアメリカ合衆国の映画。
ジョン・ピールマイアー作の舞台劇の映画化。監督はノーマン・ジュイソン、ジェーン・フォンダ、アン・バンクロフト、メグ・ティリーが出演。
第58回アカデミー賞3部門（主演女優賞、助演女優賞、作曲賞）にノミネートされ、メグ・ティリーが第43回ゴールデングローブ賞 助演女優賞を受賞した。

## あらすじ
カナダのモントリオールにある男子禁制の修道院、マリー・マドレーヌ修道院である冬の夜、驚くべき事件が発生する。
その夜、ある部屋から悲鳴を聞いた院長のルースが駆け付けると、ベッドに若いシスターのアグネスが血まみれで横たわり、さらにゴミ箱の中から絞殺された生まれたばかりの嬰児の死体が見つかったのだ。
しかし、アグネスは妊娠も出産も身に覚えがないと主張したため、法定精神科医のマーサが裁判所の依頼で修道院に派遣された。マーサは誰か男が修道院内に侵入してアグネスと関係したのではないかと推測するが、アグネスもルースもそれを否定する。
やがてマーサの調べで、アグネスがルースのアル中で死んだ姉の娘、すなわち姪で、教育も受けず、性の秘密も教えられずに育てられた事が分かる。
マーサはアグネスを催眠術にかけて記憶を呼び戻そうと試みる。彼女は眠りながら真相を語り始めたが、肝心の子供の父については語らない。すると、ルースが突然、アグネスは奇跡を起こす力を宿していると主張し始める…。

## キャスト
- マーサ・リヴィングストン医師：ジェーン・フォンダ
- ミリアム・ルース院長：アン・バンクロフト
- シスター・アグネス：メグ・ティリー